# Flash Light
Flash Light – piąty album Toma Verlaine’a wydany w 1987 przez wytwórnię I.R.S. Records. Materiał nagrano w studiu „Sorcerer 2” (oprócz „The Scientist Writes a Letter”) w Nowym Jorku.

## Lista utworów
1. „Cry Mercy, Judge” (T. Verlaine) – 4:02
2. „Say a Prayer” (T. Verlaine) – 4:02
3. „A Town Called Walker” (T. Verlaine) – 3:26
4. „Song” (T. Verlaine) – 4:15
5. „The Scientist Writes a Letter” (T. Verlaine) – 4:29
6. „Bomb” (T. Verlaine) – 4:27
7. „At 4 a.m.” (T. Verlaine) – 3:34
8. „The Funniest Thing” (T. Verlaine) – 3:28
9. „Annie's Telling Me” (T. Verlaine) – 4:01
10. „One Time at Sundown” (T. Verlaine) – 4:01

## Skład
- Tom Verlaine – śpiew, gitara
- Jimmy Ripp – gitara
- Fred Smith – gitara basowa
- Allan Schwartzberg – perkusja
- Andy Newmark – perkusja (5)

produkcja
- Paul Staveley O’Duffy – mix
- Mark Wallis – nagranie (5)
- Mario Salvati – nagranie (1-4, 6-10)
- Dave Bascombe – producent (5)
- Fred Smith – producent (1-4, 6-10)
- Tom Verlaine – producent (1-4, 6-10)